# Гурнаван
Гурнаван (швед. Hornavan) — озеро на півночі Швеції. Розташоване на висоті 425 м над рівнем моря. Восьме за площею і найглибше озеро країни. Площа — 262,44 км², середня глибина — 45,8 м, найбільша глибина — 221 м. Стік по річці Шеллефтеельвен у Ботнічна затока Балтійського моря.